# Statistiche e record di Ashleigh Barty
| Finali in carriera |                     |       |       |     |        |
| Specialità | Categoria           | Vinte | Perse | Tot | V %    |
| Singolare | Grande Slam         | 3     | 0     | 3   | 100%   |
| Singolare | Olimpiadi estive    | –     | –     | –   | –      |
| Singolare | WTA Finals          | 1     | 0     | 1   | 100%   |
| Singolare | WTA Elite Trophy    | 1     | 0     | 1   | 100%   |
| Singolare | WTA 1000*           | 3     | 3     | 6   | 50%    |
| Singolare | WTA 500 & Tour**    | 7     | 3     | 10  | 70%    |
| Singolare | Totale              | 15    | 6     | 21  | 71.43% |
| Doppio | Grande Slam         | 1     | 5     | 6   | 16.67% |
| Doppio | Olimpiadi estive    | –     | –     | –   | –      |
| Doppio | Torneo di fine anno | –     | –     | –   | –      |
| Doppio | WTA 1000*           | 4     | 0     | 4   | 100%   |
| Doppio | WTA 500 & Tour**    | 7     | 4     | 11  | 60%    |
| Doppio | Totale              | 12    | 9     | 21  | 55%    |
| * Conosciuti in precedenza come tornei "Tier I" fino al 2008, mentre dal 2009 al 2019 "WTA Premier Mandatory & 5" ** Conosciuti in precedenza come tornei "Tier II, III, IV, V" fino al 2008, mentre dal 2009 al 2019 "WTA Premier & International" |                     |       |       |     |        |

In questa pagina sono riportare le statistiche realizzate da Ashleigh Barty durante la sua carriera tennistica.

## Statistiche WTA

### Singolare

#### Vittorie (15)
| Legenda               | Legenda      |
| --------------------- | ------------ |
| Grande Slam (3)       |              |
| Ori Olimpici (0)      |              |
| WTA Finals (1)        |              |
| WTA Elite Trophy (1)  |              |
| Dal 2009 al 2020      | Dal 2021     |
| Premier Mandatory (1) | WTA 1000 (2) |
| Premier 5 (0)         | WTA 1000 (2) |
| Premier (2)           | WTA 500 (3)  |
| International (2)     | WTA 250 (0)  |

| N.  | Data            | Torneo                                | Superficie      | Avversaria in finale | Punteggio        |
| 1.  | 5 marzo 2017    | Alya WTA Malaysian Open, Kuala Lumpur | Cemento         | Nao Hibino           | 6–3, 6–2         |
| 2.  | 17 giugno 2018  | Nature Valley Open, Nottingham        | Erba            | Johanna Konta        | 6–3, 3–6, 6–4    |
| 3.  | 4 novembre 2018 | WTA Elite Trophy, Zhuhai              | Cemento (i)     | Wang Qiang           | 6–3, 6–4         |
| 4.  | 30 marzo 2019   | Miami Open, Miami Gardens             | Cemento         | Karolína Plíšková    | 7–6(1), 6–3      |
| 5.  | 8 giugno 2019   | Open di Francia, Parigi               | Terra rossa     | Markéta Vondroušová  | 6–1, 6–3         |
| 6.  | 23 giugno 2019  | Nature Valley Classic, Birmingham     | Erba            | Julia Görges         | 6–3, 7–5         |
| 7.  | 3 novembre 2019 | WTA Finals, Shenzhen                  | Cemento (i)     | Elina Svitolina      | 6–4, 6–3         |
| 8.  | 18 gennaio 2020 | Adelaide International, Adelaide      | Cemento         | Dayana Yastremska    | 6–2, 7–5         |
| 9.  | 7 febbraio 2021 | Yarra Valley Classic, Melbourne       | Cemento         | Garbiñe Muguruza     | 7–6(3), 6–4      |
| 10. | 3 aprile 2021   | Miami Open, Miami Gardens (2)         | Cemento         | Bianca Andreescu     | 6–3, 4–0 rit.    |
| 11. | 25 aprile 2021  | Porsche Tennis Grand Prix, Stoccarda  | Terra rossa (i) | Aryna Sabalenka      | 3–6, 6–0, 6–3    |
| 12. | 10 luglio 2021  | Torneo di Wimbledon, Londra           | Erba            | Karolína Plíšková    | 6–3, 6(4)–7, 6–3 |
| 13. | 22 agosto 2021  | Western & Southern Open, Cincinnati   | Cemento         | Jil Teichmann        | 6–3, 6–1         |
| 14. | 9 gennaio 2022  | Adelaide International, Adelaide (2)  | Cemento         | Elena Rybakina       | 6–3, 6–2         |
| 15. | 29 gennaio 2022 | Australian Open, Melbourne            | Cemento         | Danielle Collins     | 6–3, 7–6(2)      |

#### Sconfitte (6)
| Legenda               | Legenda      |
| --------------------- | ------------ |
| Grande Slam (0)       |              |
| Argenti Olimpici (0)  |              |
| WTA Finals (0)        |              |
| WTA Elite Trophy (0)  |              |
| Dal 2009 al 2020      | Dal 2021     |
| Premier Mandatory (1) | WTA 1000 (1) |
| Premier 5 (1)         | WTA 1000 (1) |
| Premier (3)           | WTA 500 (0)  |
| International (0)     | WTA 250 (0)  |

| N. | Data              | Torneo                           | Superficie  | Avversaria in finale | Punteggio           |
| 1. | 25 giugno 2017    | AEGON Classic, Birmingham        | Erba        | Petra Kvitová        | 6–4, 3–6, 2–6       |
| 2. | 30 settembre 2017 | Wuhan Open, Wuhan                | Cemento     | Caroline Garcia      | 7–6(3), 6(4)–7, 2–6 |
| 3. | 13 gennaio 2018   | Sydney International, Sydney     | Cemento     | Angelique Kerber     | 4–6, 4–6            |
| 4. | 12 gennaio 2019   | Sydney International, Sydney (2) | Cemento     | Petra Kvitová        | 6–1, 5–7, 6(3)–7    |
| 5. | 6 ottobre 2019    | China Open, Pechino              | Cemento     | Naomi Ōsaka          | 6–3, 3–6, 2–6       |
| 6. | 8 maggio 2021     | Mutua Madrid Open, Madrid        | Terra rossa | Aryna Sabalenka      | 0–6, 6–3, 4–6       |

### Doppio

#### Vittorie (12)
| Legenda               | Legenda      |
| --------------------- | ------------ |
| Grande Slam (1)       |              |
| Ori Olimpici (0)      |              |
| WTA Finals (0)        |              |
| WTA Elite Trophy (0)  |              |
| Dal 2009 al 2020      | Dal 2021     |
| Premier Mandatory (1) | WTA 1000 (0) |
| Premier 5 (3)         | WTA 1000 (0) |
| Premier (1)           | WTA 500 (2)  |
| International (4)     | WTA 250 (0)  |

| N.  | Data             | Torneo                                       | Superficie      | Compagna           | Avversarie in finale                       | Punteggio           |
| 1.  | 16 giugno 2013   | AEGON Classic, Birmingham                    | Erba            | Casey Dellacqua    | Cara Black Marina Eraković                 | 7–5, 6–4            |
| 2.  | 24 maggio 2014   | Internationaux de Strasbourg, Strasburgo     | Terra rossa     | Casey Dellacqua    | Tatiana Búa Daniela Seguel                 | 4–6, 7–5, [10–4]    |
| 3.  | 5 marzo 2017     | Alya WTA Malaysian Open, Kuala Lumpur        | Cemento         | Casey Dellacqua    | Nicole Melichar Makoto Ninomiya            | 7–6(5), 6–3         |
| 4.  | 27 maggio 2017   | Internationaux de Strasbourg, Strasburgo (2) | Terra rossa     | Casey Dellacqua    | Chan Hao-ching Chan Yung-jan               | 6–4, 6–2            |
| 5.  | 25 giugno 2017   | AEGON Classic, Birmingham                    | Erba            | Casey Dellacqua    | Chan Hao-ching Zhang Shuai                 | 6–1, 2–6, [10–8]    |
| 6.  | 1º aprile 2018   | Miami Open, Miami                            | Cemento         | Coco Vandeweghe    | Barbora Krejčíková Kateřina Siniaková      | 6–2, 6–1            |
| 7.  | 20 maggio 2018   | Internazionali BNL d'Italia, Roma            | Terra rossa     | Demi Schuurs       | Andrea Sestini Hlaváčková Barbora Strýcová | 6–3, 6–4            |
| 8.  | 12 agosto 2018   | Rogers Cup, Montréal                         | Cemento         | Demi Schuurs       | Latisha Chan Ekaterina Makarova            | 4–6, 6–3, [10–8]    |
| 9.  | 9 settembre 2018 | US Open, New York                            | Cemento         | Coco Vandeweghe    | Tímea Babos Kristina Mladenovic            | 3–6, 7–6(2), 7–6(6) |
| 10. | 19 maggio 2019   | Internazionali BNL d'Italia, Roma (2)        | Terra rossa     | Viktoryja Azaranka | Anna-Lena Grönefeld Demi Schuurs           | 4–6, 6–0, [10–3]    |
| 11. | 25 aprile 2021   | Porsche Tennis Grand Prix, Stoccarda         | Terra rossa (i) | Jennifer Brady     | Desirae Krawczyk Bethanie Mattek-Sands     | 6–4, 5–7, [10–5]    |
| 12. | 9 gennaio 2022   | Adelaide International, Adelaide             | Cemento         | Storm Sanders      | Darija Jurak Schreiber Andreja Klepač      | 6-1, 6-4            |

#### Sconfitte (9)
| Legenda               | Legenda      |
| --------------------- | ------------ |
| Grande Slam (5)       |              |
| Argenti Olimpici (0)  |              |
| WTA Finals (0)        |              |
| WTA Elite Trophy (0)  |              |
| Dal 2009 al 2020      | Dal 2021     |
| Premier Mandatory (0) | WTA 1000 (0) |
| Premier 5 (0)         | WTA 1000 (0) |
| Premier (4)           | WTA 500 (0)  |
| International (0)     | WTA 250 (0)  |

| N. | Data             | Torneo                           | Superficie  | Compagna           | Avversarie in finale                 | Punteggio           |
| 1. | 25 gennaio 2013  | Australian Open, Melbourne       | Cemento     | Casey Dellacqua    | Sara Errani Roberta Vinci            | 2–6, 6–3, 2–6       |
| 2. | 6 luglio 2013    | Torneo di Wimbledon, Londra      | Erba        | Casey Dellacqua    | Hsieh Su-wei Peng Shuai              | 6(1)–7, 1–6         |
| 3. | 7 settembre 2013 | US Open, New York                | Cemento     | Casey Dellacqua    | Andrea Hlaváčková Lucie Hradecká     | 7–6(4), 1–6, 4–6    |
| 4. | 15 giugno 2014   | AEGON Classic, Birmingham        | Erba        | Casey Dellacqua    | Raquel Kops-Jones Abigail Spears     | 6(1)–7, 1–6         |
| 5. | 11 giugno 2017   | Open di Francia, Parigi          | Terra rossa | Casey Dellacqua    | Bethanie Mattek-Sands Lucie Šafářová | 2–6, 1–6            |
| 6. | 1º luglio 2017   | AEGON International, Eastbourne  | Erba        | Casey Dellacqua    | Chan Yung-jan Martina Hingis         | 3–6, 5–7            |
| 7. | 26 agosto 2017   | Connecticut Open, New Haven      | Cemento     | Casey Dellacqua    | Gabriela Dabrowski Xu Yifan          | 6–3, 3–6, [8–10]    |
| 8. | 8 settembre 2019 | US Open, New York (2)            | Cemento     | Viktoryja Azaranka | Elise Mertens Aryna Sabalenka        | 5–7, 5–7            |
| 9. | 12 gennaio 2020  | Brisbane International, Brisbane | Cemento     | Kiki Bertens       | Hsieh Su-wei Barbora Strýcová        | 6–3, 6(7)–7, [8–10] |

### Doppio misto

#### Vittorie (0)
| Legenda                 |
| ----------------------- |
| Australian Open (0)     |
| Open di Francia (0)     |
| Torneo di Wimbledon (0) |
| US Open (0)             |
| Ori Olimpici (0)        |

| N. | Anno           | Torneo                           | Superficie | Compagno   | Avversari in finale           | Punteggio |
|    | 31 luglio 2021 | Bronzo ai Giochi olimpici, Tokyo | Cemento    | John Peers | Nina Stojanović Novak Đoković | w/o       |

## Statistiche ITF

### Singolare

#### Vittorie (4)
| Torneo $100.000 (0) |
| Torneo $80.000 (0)  |
| Torneo $75.000 (0)  |
| Torneo $60.000 (0)  |
| Torneo $50.000 (1)  |
| Torneo $25.000 (3)  |
| Torneo $15.000 (0)  |
| Torneo $10.000 (0)  |

| N. | Data             | Torneo                                                        | Superficie | Avversaria in finale | Punteggio   |
| 1. | 19 febbraio 2012 | Homebush Women's International at Sydney Olympic Park, Sydney | Cemento    | Olivia Rogowska      | 6–1, 6–3    |
| 2. | 26 febbraio 2012 | Mildura Grand Tennis International, Mildura                   | Erba       | Viktorija Rajicic    | 6–1, 7–6(8) |
| 3. | 17 giugno 2012   | AEGON Nottingham Challenge, Nottingham                        | Erba       | Tatjana Maria        | 6–1, 6–1    |
| 4. | 28 ottobre 2012  | Latrobe City Tennis International, Traralgon                  | Cemento    | Arina Rodionova      | 6–2, 6–3    |

#### Sconfitte (2)
| Torneo $100.000 (0) |
| Torneo $80.000 (0)  |
| Torneo $75.000 (0)  |
| Torneo $60.000 (0)  |
| Torneo $50.000 (0)  |
| Torneo $25.000 (2)  |
| Torneo $15.000 (0)  |
| Torneo $10.000 (0)  |

| N. | Data           | Torneo                                           | Superficie  | Avversaria in finale | Punteggio   |
| 1. | 25 marzo 2012  | City of Ipswich Tennis International, Ipswich    | Terra rossa | Sandra Zaniewska     | 6(5)–7, 1–6 |
| 2. | 6 ottobre 2012 | Cliffs Esperance Tennis International, Esperance | Cemento     | Olivia Rogowska      | 0–6, 3–6    |

### Doppio

#### Vittorie (9)
| Torneo $100.000 (0) |
| Torneo $80.000 (0)  |
| Torneo $75.000 (1)  |
| Torneo $60.000 (0)  |
| Torneo $50.000 (1)  |
| Torneo $25.000 (7)  |
| Torneo $15.000 (0)  |
| Torneo $10.000 (0)  |

| No. | Data             | Torneo                                                          | Superficie  | Partner         | Rivali in finale                        | Risultato           |
| 1.  | 16 giugno 2012   | AEGON Nottingham Challenge, Nottingham                          | Erba        | Sally Peers     | Réka Luca Jani Maria João Koehler       | 7–6(2), 3–6, [10–5] |
| 2.  | 5 ottobre 2012   | Cliffs Esperance Tennis International, Esperance                | Cemento     | Sally Peers     | Victoria Larrière Olivia Rogowska       | 4–6, 7–6(5), [10–4] |
| 3.  | 2 novembre 2012  | William Loud Bendigo International, Bendigo                     | Cemento     | Sally Peers     | Cara Black Arina Rodionova              | 7–6(12), 7–6(5)     |
| 4.  | 24 novembre 2012 | Dunlop World Challenge, Toyota                                  | Sintetico   | Casey Dellacqua | Miki Miyamura Varatchaya Wongteanchai   | 6–1, 6–2            |
| 5.  | 24 marzo 2013    | Innisbrook Women's Open, Innisbrook                             | Terra verde | Alizé Lim       | Paula Cristina Gonçalves María Irigoyen | 6–1, 6–3            |
| 6.  | 13 aprile 2013   | Pelham Racquet Club Women's $25K Pro Circuit Challenger, Pelham | Terra verde | Arina Rodionova | Kao Shao-yuan Lee Hua-chen              | 6–4, 6–2            |
| 7.  | 14 febbraio 2016 | Perth Tennis International, Perth                               | Cemento     | Jessica Moore   | Alison Bai Abbie Myers                  | 3–6, 6–4, [10–8]    |
| 8.  | 20 marzo 2016    | ACT Clay Court International, Canberra                          | Terra rossa | Arina Rodionova | Kanae Hisami Varatchaya Wongteanchai    | 6–4, 6–2            |
| 9.  | 27 marzo 2016    | ACT Clay Court International, Canberra                          | Terra rossa | Arina Rodionova | Eri Hozumi Miyu Katō                    | 5–7, 6–3, [10–7]    |

#### Sconfitte (2)
| Torneo $100.000 (0) |
| Torneo $80.000 (0)  |
| Torneo $75.000 (0)  |
| Torneo $60.000 (0)  |
| Torneo $50.000 (0)  |
| Torneo $25.000 (2)  |
| Torneo $15.000 (0)  |
| Torneo $10.000 (0)  |

| No. | Data             | Torneo                                       | Superficie | Partner         | Rivali in finale             | Risultato           |
| 1.  | 28 ottobre 2012  | Latrobe City Tennis International, Traralgon | Cemento    | Sally Peers     | Cara Black Arina Rodionova   | 6–2, 6(4)–7, [8–10] |
| 2.  | 28 febbraio 2016 | 25,000$ Port Pirie, Port Pirie               | Cemento    | Casey Dellacqua | Lee Ya-Hsuan Riko Sawayanagi | 4–6, 5–7            |

## Fed Cup

### Finali perse (1)
| N. | Data                 | Luogo            | Superficie | Compagne                                                                       | Vincitrici                                                                      | Punteggio | Dettagli |
| 1. | 9 e 10 novembre 2019 | Perth, Australia | Cemento    | Ashleigh Barty Ajla Tomljanović Samantha Stosur Priscilla Hon Kimberly Birrell | Kristina Mladenovic Caroline Garcia Pauline Parmentier Alizé Cornet Fiona Ferro | 2 a 3     | Dettagli |

## Risultati in progressione
| Sigla | Risultato               |
| ----- | ----------------------- |
| V     | Vincitore               |
| F     | Finalista               |
| SF    | Semifinalista           |
| O     | Oro olimpico            |
| A     | Argento olimpico        |
| SF    | Bronzo olimpico         |
| QF    | Quarti di Finale        |
| 4T    | Quarto turno            |
| 3T    | Terzo turno             |
| 2T    | Secondo turno           |
| 1T    | Primo turno             |
| RR    | Round Robin             |
| LQ    | Turno di qualificazione |
| A     | Assente                 |
| ND    | Non disputato           |

| Legenda superfici    |
| -------------------- |
| Cemento              |
| Terra battuta        |
| Erba                 |
| Superficie variabile |

### Singolare
Aggiornato a fine carriera. 
| Tornei del Grande Slam |                 |                 |                 |                 |               |                 |                 |                 |               |               |               |               |             |             |             |
| Australian Open        | A               | 1T              | 1T              | 1T              | Assente       | Assente         | 3T              | 3T              | QF            | SF            | QF            | V             | 1 / 9       | 23–8        |             |
| Open di Francia        | A               | 1T              | 2T              | 1T              | Assente       | Assente         | 1T              | 2T              | V             | A             | 2T            | Rit.          | 1 / 7       | 10–6        |             |
| Wimbledon              | A               | 1T              | Q1              | Q3              | A             | Q2              | 1T              | 3T              | 4T            | ND            | V             | Rit.          | 1 / 5       | 12–4        |             |
| US Open                | Q1              | A               | 2T              | 1T              | Assente       | Assente         | 3T              | 4T              | 4T            | A             | 3T            | Rit.          | 0 / 6       | 11–6        |             |
| Giochi olimpici        |                 |                 |                 |                 |               |                 |                 |                 |               |               |               |               |             |             |             |
| Giochi olimpici        | ND              | A               | Non disputati   | Non disputati   | Non disputati | A               | Non disputati   | Non disputati   | Non disputati | Non disputati | 1T            | ND            | 0 / 1       | 0–1         |             |
| Tornei di fine anno    |                 |                 |                 |                 |               |                 |                 |                 |               |               |               |               |             |             |             |
| WTA Finals             | Non qualificata | Non qualificata | Non qualificata | Non qualificata | Rit.          | Non qualificata | Non qualificata | Non qualificata | V             | ND            | A             | Rit.          | 1 / 1       | 4–1         |             |
| WTA Elite Trophy       | Non qualificata | Non qualificata | Non qualificata | Non qualificata | Rit.          | NQ              | SF              | V               | NQ            | Non disputato | Non disputato | Non disputato | 1 / 2       | 5–2         |             |
| WTA 1000[1]            |                 |                 |                 |                 |               |                 |                 |                 |               |               |               |               |             |             |             |
| Doha / Dubai[2]        | Assente         | Assente         | Assente         | Assente         | Ritirata      | Ritirata        | Assente         | Assente         | Assente       | SF            | A             | Rit.          | 0 / 1       | 2–1         |             |
| Indian Wells           | Assente         | Assente         | Assente         | Assente         | Assente       | Assente         | Assente         | 2T              | 4T            | ND            | A             | Rit.          | 0 / 2       | 2–2         |             |
| Miami                  | Assente         | Assente         | Assente         | Assente         | Assente       | Assente         | 2T              | 4T              | V             | ND            | V             | Rit.          | 2 / 4       | 15–2        |             |
| Madrid                 | Assente         | Assente         | Assente         | Assente         | Assente       | Assente         | Assente         | 2T              | QF            | ND            | F             | Rit.          | 0 / 3       | 9–3         |             |
| Roma                   | Assente         | Assente         | Assente         | Assente         | Assente       | Assente         | Q2              | 1T              | 3T            | A             | QF            | Rit.          | 0 / 3       | 3–3         |             |
| Montréal / Toronto     | Assente         | Assente         | Assente         | Assente         | Assente       | Assente         | 3T              | SF              | 2T            | ND            | A             | Rit.          | 0 / 3       | 6–3         |             |
| Cincinnati             | Assente         | Assente         | Assente         | Assente         | Assente       | Assente         | 3T              | 3T              | SF            | A             | V             | Rit.          | 1 / 4       | 12–3        |             |
| Tokyo / Wuhan[3]       | Assente         | Assente         | Q2              | Assente         | Assente       | Assente         | F               | SF              | SF            | Non disputato | Non disputato | Non disputato | 0 / 3       | 12–3        |             |
| Pechino                | Assente         | Assente         | Assente         | Assente         | Assente       | Assente         | 2T              | A               | F             | Non disputato | Non disputato | Non disputato | 0 / 2       | 4–2         |             |
| Carriera               |                 |                 |                 |                 |               |                 |                 |                 |               |               |               |               |             |             |             |
| Tornei giocati         | 0               | 4               | 5               | 6               | 0             | 1               | 15              | 20              | 15            | 4             | 12            | 2             | 84          | 84          | 84          |
| Titoli                 | 0               | 0               | 0               | 0               | 0             | 0               | 1               | 2               | 4             | 1             | 5             | 2             | 15          | 15          | 15          |
| Finali                 | 0               | 0               | 0               | 0               | 0             | 0               | 3               | 3               | 6             | 1             | 6             | 2             | 21          | 21          | 21          |
| Totale V–S             | 0–0             | 0–4             | 5–5             | 1–5             | 0–0           | 2–1             | 30–15           | 46–19           | 57–13         | 11–3          | 44–7          | 11–0          | 207–72      | 207–72      | 207–72      |
| Vittorie %             | –               | 0%              | 50%             | 17%             | –             | 67%             | 67%             | 71%             | 81%           | 79%           | 86%           | 100%          | 74.19%      | 74.19%      | 74.19%      |
| Ranking di fine anno   | 669             | 195             | 164             | 218             | N.D.          | 325             | 17              | 15              | 1             | 1             | 1             | N.D.          | $21.359.751 | $21.359.751 | $21.359.751 |

Note
- 1 Dal 2009 al 2020 i tornei WTA 1000 erano così suddivisi: Premier Mandatory (Indian Wells, Miami, Madrid e Pechino) e Premier 5 (Doha/Dubai, Roma, Montréal/Toronto, Cincinnati e Wuhan).
- 2 Il Dubai Tennis Championships e il Qatar Ladies Open di Doha si scambiarono frequentemente lo status tra evento Premier ed evento Premier 5 dal 2009 al 2020, per poi scambiarsi lo status tra evento WTA 1000 e WTA 500 dal 2021.
- 3 Nel 2014 il Toray Pan Pacific Open ha cambiato lo status in evento Premier ed è stato sostituito dal Wuhan Open come evento Premier 5 fino al 2020 e come WTA 1000 dal 2021.

N.B.: Nel calcolare vittorie e sconfitte non sono state prese in considerazione quelle maturate nei turni di qualificazione

### Doppio
Aggiornato a fine Adelaide International 2022
| Tornei del Grande Slam |                 |                 |                 |                 |                 |               |               |               |               |               |      |        |        |    |
| Australian Open        | 1T              | F               | 2T              | A               | A               | QF            | 2T            | 2T            | 2T            | 2T4           | A    | 0 / 8  | 13–7   |    |
| Open di Francia        | A               | 1T              | QF              | A               | A               | F             | 1T            | 3T            | A             | A             |      | 0 / 5  | 10–5   |    |
| Wimbledon              | A               | F               | QF              | A               | 1T              | QF            | A             | 3T            | ND            | A             |      | 0 / 5  | 13–5   |    |
| US Open                | A               | F               | 1T              | A               | A               | 2T            | V             | F             | A             | A             |      | 1 / 5  | 17–4   |    |
| Vittorie–Sconfitte     | 0–1             | 15–4            | 7–4             | 0–0             | 0–1             | 12–4          | 7–2           | 10–4          | 1–1           | 1–0           |      | 1 / 23 | 53–21  |    |
| Giochi olimpici        |                 |                 |                 |                 |                 |               |               |               |               |               |      |        |        |    |
| Giochi olimpici        | A               | Non disputati   | Non disputati   | Non disputati   | A               | Non disputati | Non disputati | Non disputati | Non disputati | QF            | ND   | 0 / 1  | 2–1    |    |
| Tornei di fine anno    |                 |                 |                 |                 |                 |               |               |               |               |               |      |        |        |    |
| WTA Finals             | Non qualificata | Non qualificata | Non qualificata | Non qualificata | Non qualificata | QF            | SF            | NQ            | ND            | NQ            |      | 0 / 2  | 1–2    |    |
| WTA 1000[1]            |                 |                 |                 |                 |                 |               |               |               |               |               |      |        |        |    |
| Doha / Dubai[2]        | Assente         | Assente         | Assente         | Assente         | Assente         | Assente       | Assente       | Assente       | 1T            | A             |      | 0 / 1  | 0–1    |    |
| Indian Wells           | Assente         | Assente         | QF              | Assente         | Assente         | 1T            | 1T            | 1T            | ND            | A             |      | 0 / 4  | 2–4    |    |
| Miami                  | Assente         | Assente         | 1T              | Assente         | Assente         | 1T            | V             | SF            | ND            | A             |      | 1 / 4  | 9–3    |    |
| Madrid                 | Assente         | Assente         | Assente         | Assente         | Assente         | Assente       | QF            | 2T            | ND            | A             |      | 0 / 2  | 3–2    |    |
| Roma                   | Assente         | Assente         | Assente         | Assente         | Assente         | Assente       | V             | V             | Assente       | Assente       |      | 2 / 2  | 10–0   |    |
| Montréal / Toronto     | Assente         | Assente         | Assente         | Assente         | Assente         | 1T            | V             | SF            | ND            | A             |      | 1 / 3  | 8–2    |    |
| Cincinnati             | Assente         | Assente         | Assente         | Assente         | Assente         | QF            | Assente       | Assente       | Assente       | Assente       |      | 0 / 1  | 2–1    |    |
| Tokyo / Wuhan[3]       | A               | 1T              | Assente         | Assente         | Assente         | SF            | 2T            | A             | Non disputato | Non disputato |      | 0 / 3  | 2–2    |    |
| Pechino                | A               | 2T              | Assente         | Assente         | Assente         | 2T            | Assente       | Assente       | Non disputato | Non disputato |      | 0 / 2  | 1–2    |    |
| Carriera               |                 |                 |                 |                 |                 |               |               |               |               |               |      |        |        |    |
| Tornei giocati         | 2               | 9               | 9               | 0               | 1               | 17            | 12            | 10            | 3             | 4             | 1    | 68     | 68     |    |
| Titoli                 | 0               | 1               | 1               | 0               | 0               | 3             | 4             | 1             | 0             | 1             | 1    | 12     | 12     | 12 |
| Finali                 | 0               | 4               | 2               | 0               | 0               | 6             | 4             | 2             | 1             | 1             | 1    | 21     | 21     | 21 |
| Vittorie–Sconfitte     | 2–2             | 23–8            | 19–7            | 0–0             | 0–1             | 35–14         | 28–8          | 25–7          | 3–3           | 9–2           | 3–0  | 147–53 | 147–53 |    |
| V–S %                  | 50%             | 74%             | 73%             | –               | 0%              | 71%           | 78%           | 78%           | 50%           | 82%           | 100% | 73.5%  | 73.5%  |    |
| Ranking di fine anno   | 172             | 12              | 39              | N.D.            | 261             | 11            | 7             | 19            | 14            | 102           |      |        |        |    |

Note
- 1 Dal 2009 al 2020 i tornei WTA 1000 erano così suddivisi: Premier Mandatory (Indian Wells, Miami, Madrid e Pechino) e Premier 5 (Doha/Dubai, Roma, Montréal/Toronto, Cincinnati e Wuhan).
- 2 Il Dubai Tennis Championships e il Qatar Ladies Open di Doha si scambiarono frequentemente lo status tra evento Premier ed evento Premier 5 dal 2009 al 2020, per poi scambiarsi lo status tra evento WTA 1000 e WTA 500 dal 2021.
- 3 Nel 2014 il Toray Pan Pacific Open ha cambiato lo status in evento Premier ed è stato sostituito dal Wuhan Open come evento Premier 5 fino al 2020 e come WTA 1000 dal 2021.
- 4 Barty e Brady si ritirano prima del match del secondo turno; non viene contata né come sconfitta né come vittoria per le avversarie.

### Misto
| Tornei del Grande Slam |     |               |               |               |     |               |               |               |               |     |     |       |     |
| Australian Open        | 1T  | 1T            | 2T            | A             | A   | A             | A             | A             | A             | A   | A   | 0 / 3 | 1–3 |
| Open di Francia        | A   | 1T            | A             | A             | A   | A             | A             | A             | A             | A   | A   | 0 / 1 | 0–1 |
| Wimbledon              | A   | QF            | 3T            | A             | A   | A             | 1T            | A             | ND            | A   | A   | 0 / 3 | 4–3 |
| US Open                | A   | 2T            | QF            | A             | A   | A             | A             | A             | A             | A   | A   | 0 / 2 | 3–2 |
| Vittorie–Sconfitte     | 0–1 | 4–4           | 4–3           | 0–0           | 0–0 | 0–0           | 0–1           | 0–0           | 0–0           | 0–0 | 0–0 | 0 / 9 | 8–9 |
| Giochi olimpici        |     |               |               |               |     |               |               |               |               |     |     |       |     |
| Giochi olimpici        | A   | Non disputati | Non disputati | Non disputati | A   | Non disputati | Non disputati | Non disputati | Non disputati | 3°1 | ND  | 0 / 1 | 2–1 |

Note
- 1 Il ritiro prima del match per la medaglia di bronzo della coppia serba formata da Novak Đoković e Nina Stojanović, non viene contata come vittoria e/o sconfitta.

## Teste di serie nei Grandi Slam
In corsivo sono indicati gli Slam nei quali è stata finalista, mentre in grassetto quelli che ha vinto. 
| Anno  | Australian Open    | Open di Francia    | Wimbledon          | US Open            |
| ----- | ------------------ | ------------------ | ------------------ | ------------------ |
| 2012  | Non testa di serie | Non testa di serie | Non testa di serie | Assente            |
| 2013  | Non testa di serie | Non testa di serie | Non qualificata    | Non testa di serie |
| 2014  | Non testa di serie | Non testa di serie | Non qualificata    | Non testa di serie |
| 2017  | Non testa di serie | Non testa di serie | Non testa di serie | Non testa di serie |
| 2018  | 18a                | 17a                | 17a                | 18a                |
| 2019  | 15a                | 8a                 | 1a                 | 2a                 |
| 20201 | 1a                 | Assente            | Non disputato      | Assente            |
| 2021  | 1a                 | 1a                 | 1a                 | 1a                 |
| 2022  | 1a                 | Assente            | Assente            | Assente            |

Note
- 1 La stagione 2020 è stata sospesa da marzo a settembre a causa della Pandemia di COVID-19: Wimbledon non è stato disputato.

## Striscia di vittorie nei Grandi Slam
|       | Australian Open 2022  | Australian Open 2022 | Australian Open 2022 |
| Turno | Avversaria            | Ranking              | Punteggio            |
| ----- | --------------------- | -------------------- | -------------------- |
| 1T    | Lesja Curenko (Q)     | 119                  | 6–0, 6–1             |
| 2T    | Lucia Bronzetti (Q)   | 142                  | 6–1, 6–1             |
| 3T    | Camila Giorgi (30)    | 33                   | 6–3, 6–2             |
| 4T    | Amanda Anisimova      | 60                   | 6–4, 6–3             |
| QF    | Jessica Pegula (21)   | 21                   | 6–2, 6–0             |
| SF    | Madison Keys          | 51                   | 6–1, 6–3             |
| V     | Danielle Collins (27) | 30                   | 6–3, 7–6(2)          |

|       | Open di Francia 2019 | Open di Francia 2019 | Open di Francia 2019 |
| Turno | Avversaria           | Ranking              | Punteggio            |
| ----- | -------------------- | -------------------- | -------------------- |
| 1T    | Jessica Pegula       | 72                   | 6–3, 6–3             |
| 2T    | Danielle Collins     | 36                   | 7–5, 6–1             |
| 3T    | Andrea Petković      | 69                   | 6–3, 6–1             |
| 4T    | Sofia Kenin          | 35                   | 6–3, 3–6, 6–0        |
| QF    | Madison Keys (14)    | 14                   | 6–3, 7–5             |
| SF    | Amanda Anisimova     | 51                   | 6(4)–7, 6–3, 6–3     |
| V     | Markéta Vondroušová  | 38                   | 6–1, 6–3             |

|       | Wimbledon 2021            | Wimbledon 2021 | Wimbledon 2021   |
| Turno | Avversaria                | Ranking        | Punteggio        |
| ----- | ------------------------- | -------------- | ---------------- |
| 1T    | Carla Suárez Navarro (PR) | 138            | 6–1, 6(1)–7, 6–1 |
| 2T    | Anna Blinkova             | 89             | 6–4, 6–3         |
| 3T    | Kateřina Siniaková        | 64             | 6–3, 7–5         |
| 4T    | Barbora Krejčíková (14)   | 17             | 7–5, 6–3         |
| QF    | Ajla Tomljanović          | 75             | 6–1, 6–3         |
| SF    | Angelique Kerber (25)     | 28             | 6–3, 7–6(3)      |
| V     | Karolína Plíšková (8)     | 13             | 6–3, 6(4)–7, 6–3 |

|       | US Open 2018          | US Open 2018 | US Open 2018  |
| Turno | Avversaria            | Ranking      | Punteggio     |
| ----- | --------------------- | ------------ | ------------- |
| 1T    | Ons Jabeur (Q)        | 114          | 6–1, 6–3      |
| 2T    | Lucie Šafářová        | 69           | 7–5, 6–3      |
| 3T    | Karolína Muchová (Q)  | 202          | 6–3, 6–4      |
| 4T    | Karolína Plíšková (8) | 8            | 4–6, 4–6      |
|       | US Open 2019          |              |               |
| Turno | Avversaria            | Ranking      | Punteggio     |
| 1T    | Zarina Diyas          | 80           | 1–6, 6–3, 6–2 |
| 2T    | Lauren Davis          | 73           | 6–2, 7–6(2)   |
| 3T    | Maria Sakkari (30)    | 29           | 7–5, 6–3      |
| 4T    | Wang Qiang (18)       | 18           | 2–6, 4–6      |

## Statistiche contro giocatrici Top 10

### Testa a testa
Le tenniste in grassetto sono le giocatrici in attività. Nella tabella riportata sono segnati i migliori piazzamenti nella classifica mondiale WTA; le giocatrici possono aver occupato una posizione diversa al momento dell'incontro.
| Giocatrice                     | Vittorie–Sconfitte | V–S % | Cemento     | Terra rossa | Erba       | Ultimo incontro                                         |
| Numero 1 del ranking mondiale  |                    |       |             |             |            |                                                         |
| Venus Williams                 | 2–0                | 100%  | 1–0         | –           | 1–0        | Vinto (6–4, 6–3) Nature Valley Classic 2019             |
| Garbiñe Muguruza               | 3–1                | 75%   | 2–1         | –           | 1–0        | Vinto (7–6(3), 6–4) Yarra Valley Classic 2021           |
| Karolína Plíšková              | 6–2                | 75%   | 3–1         | 1–0         | 2–1        | Vinto (6–3, 6(4)–7, 6–3) Wimbledon 2021                 |
| Viktoryja Azaranka             | 3–1                | 67%   | 2–1         | –           | 1–0        | Vinto (6–0, 6–2) Western & Southern Open 2021           |
| Marija Šarapova                | 2–1                | 67%   | 2–0         | 0–1         | –          | Vinto (6–4, 6–1) Western & Southern Open 2019           |
| Angelique Kerber               | 4–2                | 67%   | 3–2         | –           | 1–0        | Vinto (6–2, 7–5) Cincinnati 2021                        |
| Naomi Ōsaka                    | 2–2                | 50%   | 1–2         | –           | 1–0        | Perso (6–3, 3–6, 2–6) China Open 2019                   |
| Simona Halep                   | 1–3                | 25%   | 1–2         | 0–1         | –          | Perso (5–7, 5–7) Mutua Madrid Open 2019                 |
| Serena Williams                | 0–2                | 0%    | 0–1         | 0–1         | –          | Perso (6–3, 3–6, 4–6) Open di Francia 2018              |
| Caroline Wozniacki             | 0–3                | 0%    | 0–1         | 0–1         | 0–1        | Perso (4–6, 3–6) Nature Valley International 2018       |
| Iga Świątek                    | 2–0                | 100%  | 1–0         | 1–0         | –          | Vinto (6–2, 6–4) Adelaide International 2022            |
| Aryna Sabalenka                | 4–4                | 50%   | 3–3         | 1–1         | –          | Perso (0–6, 6–3, 4–6) Mutua Madrid Open 2021            |
| Numero 2 del ranking mondiale  |                    |       |             |             |            |                                                         |
| Vera Zvonareva                 | 1–0                | 100%  | 1–0         | –           | –          | Vinto (6–1, 7–6(7)) US Open 2021                        |
| Agnieszka Radwańska            | 1–0                | 100%  | 1–0         | –           | –          | Vinto (4–6, 6–0, 6–4) Wuhan Open 2017                   |
| Petra Kvitová                  | 5–5                | 50%   | 4–3         | 1–1         | 0–1        | Vinto (6–1, 3–6, 6–3) Mutua Madrid Open 2021            |
| Svetlana Kuznecova             | 0–1                | 0%    | 0–1         | –           | –          | Perso (2–6, 4–6) Western & Southern Open 2019           |
| Numero 3 del ranking mondiale  |                    |       |             |             |            |                                                         |
| Barbora Krejčíková             | 2–0                | 100%  | 1–0         | –           | 1–0        | Vinto (6–2, 6–4) Cincinnati 2021                        |
| Elina Svitolina                | 3–5                | 38%   | 2–4         | 1–0         | 0–1        | Vinto (4–6, 7–6(5), 6–2) Porsche Tennis Grand Prix 2021 |
| Sloane Stephens                | 0–1                | 0%    | 0–1         | –           | –          | Perso (2–6, 4–6) US Open 2017                           |
| Numero 4 del ranking mondiale  |                    |       |             |             |            |                                                         |
| Bianca Andreescu               | 1–0                | 100%  | 1–0         | –           | –          | Vinto (6–3, 4–0 rit.) Miami Open 2021                   |
| Belinda Bencic                 | 1–0                | 100%  | 1–0         | –           | –          | Vinto (5–7, 6–1, 6–2) WTA Finals 2019                   |
| Kiki Bertens                   | 5–1                | 83%   | 5–1         | –           | –          | Perso (6–3, 3–6, 4–6) WTA Finals 2019                   |
| Caroline Garcia                | 3–1                | 75%   | 3–1         | –           | –          | Vinto (6–0, 6–0) Fed Cup 2019                           |
| Johanna Konta                  | 3–1                | 75%   | 2–0         | –           | 1–1        | Vinto (7–5, 6–4) Wuhan Open 2018                        |
| Sofia Kenin                    | 5–2                | 71%   | 3–2         | 2–0         | –          | Vinto (6–3, 6–4) Adelaide International 2022            |
| Samantha Stosur                | 1–1                | 50%   | 1–1         | –           | –          | Vinto (6–0, 6–3) Miami Open 2019                        |
| Dominika Cibulková             | 0–1                | 0%    | 0–1         | –           | –          | Perso (6–3, 0–6, 1–6) Australian Open 2013              |
| Numero 5 del ranking mondiale  |                    |       |             |             |            |                                                         |
| Eugenie Bouchard               | 2–0                | 100%  | 1–0         | –           | 1–0        | Vinto (6–4, 7–5) Torneo di Wimbledon 2018               |
| Daniela Hantuchová             | 2–0                | 100%  | 1–0         | –           | 1–0        | Vinto (6–3, 4–0 rit.) AEGON International 2016          |
| Sara Errani                    | 1–0                | 100%  | –           | 1–0         | –          | Vinto (6–1, 6–4) Mutua Madrid Open 2018                 |
| Lucie Šafářová                 | 1–0                | 100%  | 1–0         | –           | –          | Vinto (7–5, 6–3) US Open 2018                           |
| Jeļena Ostapenko               | 3–1                | 75%   | 3–0         | 0–1         | –          | Vinto (6–3, 6–2) Miami Open 2021                        |
| Numero 6 del ranking mondiale  |                    |       |             |             |            |                                                         |
| Carla Suárez Navarro           | 1–0                | 100%  | –           | –           | 1–0        | Vinto (6–1, 6(1)–7, 6–1) Wimbledon 2021                 |
| Maria Sakkarī                  | 4–1                | 80%   | 4–1         | –           | –          | Vinto (7–5, 6–3) US Open 2019                           |
| Paula Badosa                   | 1–1                | 50%   | –           | 1–1         | –          | Vinto (6–3, 6–4) Mutua Madrid Open 2021                 |
| Numero 7 del ranking mondiale  |                    |       |             |             |            |                                                         |
| Ons Jabeur                     | 1–0                | 100%  | 1–0         | –           | –          | Vinto (6–1, 6–3) US Open 2018                           |
| Madison Keys                   | 2–1                | 67%   | 1–0         | 1–1         | –          | Vinto (6–3, 7–5) Open di Francia 2019                   |
| Anett Kontaveit                | 2–1                | 67%   | 2–0         | –           | 0–1        | Vinto (4–6, 7–5, 7–5) Western & Southern Open 2019      |
| Madison Keys                   | 2–1                | 67%   | 1–0         | 1–1         | –          | Vinto (6–3, 7–5) Open di Francia 2019                   |
| Roberta Vinci                  | 0–1                | 0%    | –           | –           | 0–1        | Perso (2–6, 4–6) Torneo di Wimbledon 2012               |
| Numero 9 nel ranking mondiale  |                    |       |             |             |            |                                                         |
| Andrea Petković                | 1–0                | 100%  | –           | 1–0         | –          | Vinto (6–3, 6–1) Open di Francia 2019                   |
| Julia Görges                   | 2–1                | 67%   | 1–0         | –           | 1–1        | Vinto (6–3, 7–5) Nature Valley Classic 2019             |
| Coco Vandeweghe                | 1–1                | 50%   | 1–1         | –           | –          | Vinto (4–6, 6–3, 7–5) Toray Pan Pacific Open 2019       |
| Numero 10 nel ranking mondiale |                    |       |             |             |            |                                                         |
| Kristina Mladenovic            | 1–2                | 33%   | 0–1         | 0–1         | 1–0        | Perso (6–2, 4–6, 6(1)–7) Fed Cup 2019                   |
| Daria Kasatkina                | 0–1                | 0%    | –           | –           | 0–1        | Perso (5–7, 3–6) Torneo di Wimbledon 2018               |
| Maria Kirilenko                | 0–1                | 0%    | –           | 0–1         | –          | Perso (3–6, 1–6) Open di Francia 2013                   |
| Totali                         | 87–53              | 62%   | 62–32 (66%) | 12–12 (50%) | 13–9 (59%) | Aggiornato al 25 gennaio 2022                           |

### Tutte le vittorie contro giocatrici Top 10
| Stagione | 2012–2016 | 2017 | 2018 | 2019 | 2020 | 2021 | 2022 | Totale |
| Vittorie | 0         | 4    | 1    | 12   | 1    | 7    | 1    | 26     |

| #    | Giocatrice         | Ranking | Evento                               | Superficie  | Turno | Punteggio           | Rank. AB |
| ---- | ------------------ | ------- | ------------------------------------ | ----------- | ----- | ------------------- | -------- |
| 2017 |                    |         |                                      |             |       |                     |          |
| 1.   | Venus Williams     | 9       | Western & Southern Open, Cincinnati  | Cemento     | 2T    | 6–3, 2–6, 6–2       | 48       |
| 2.   | Johanna Konta      | 7       | Wuhan Open, Wuhan                    | Cemento     | 2T    | 6–0, 4–6, 7–6(3)    | 37       |
| 3.   | Karolína Plíšková  | 4       | Wuhan Open, Wuhan                    | Cemento     | QF    | 4–6, 7–6(3), 7–6(2) | 37       |
| 4.   | Jeļena Ostapenko   | 10      | Wuhan Open, Wuhan                    | Cemento     | SF    | 6–3, 6–0            | 37       |
| 2018 |                    |         |                                      |             |       |                     |          |
| 5.   | Angelique Kerber   | 3       | Wuhan Open, Wuhan                    | Cemento     | 3T    | 7–5, 6–1            | 17       |
| 2019 |                    |         |                                      |             |       |                     |          |
| 6.   | Simona Halep       | 1       | Sydney International, Sydney         | Cemento     | 2T    | 6–4, 6–4            | 15       |
| 7.   | Kiki Bertens       | 9       | Sydney International, Sydney         | Cemento     | SF    | 6(4)–7, 6–4, 7–5    | 15       |
| 8.   | Kiki Bertens       | 8       | Miami Open, Miami Gardens            | Cemento     | 4T    | 4–6, 6–3, 6–2       | 11       |
| 9.   | Petra Kvitová      | 2       | Miami Open, Miami Gardens            | Cemento     | SF    | 7–6(6), 3–6, 6–2    | 11       |
| 10.  | Karolína Plíšková  | 7       | Miami Open, Miami Gardens            | Cemento     | F     | 7–6(1), 6–3         | 11       |
| 11.  | Aryna Sabalenka    | 10      | Fed Cup, Brisbane                    | Cemento     | SF    | 6–2, 6–2            | 9        |
| 12.  | Petra Kvitová      | 7       | China Open, Pechino                  | Cemento     | QF    | 4–6, 6–4, 6–3       | 1        |
| 13.  | Kiki Bertens       | 8       | China Open, Pechino                  | Cemento     | SF    | 6–3, 3–6, 7–6(7)    | 1        |
| 14.  | Belinda Bencic     | 7       | WTA Finals, Shenzhen                 | Cemento     | RR    | 5–7, 6–1, 6–2       | 1        |
| 15.  | Petra Kvitová      | 6       | WTA Finals, Shenzhen                 | Cemento     | RR    | 6–4, 6–2            | 1        |
| 16.  | Karolína Plíšková  | 2       | WTA Finals, Shenzhen                 | Cemento     | SF    | 4–6, 6–2, 6–3       | 1        |
| 17.  | Elina Svitolina    | 8       | WTA Finals, Shenzhen                 | Cemento     | F     | 6–4, 6–3            | 1        |
| 2020 |                    |         |                                      |             |       |                     |          |
| 18.  | Petra Kvitová      | 8       | Australian Open, Melbourne           | Cemento     | QF    | 7–6(6), 6–2         | 1        |
| 2021 |                    |         |                                      |             |       |                     |          |
| 19.  | Aryna Sabalenka    | 8       | Miami Open, Miami Gardens            | Cemento     | QF    | 6–4, 6(6)–7, 6–3    | 1        |
| 20.  | Elina Svitolina    | 5       | Miami Open, Miami Gardens            | Cemento     | SF    | 6–3, 6–3            | 1        |
| 21.  | Bianca Andreescu   | 9       | Miami Open, Miami Gardens            | Cemento     | F     | 6–3, 4–0 rit.       | 1        |
| 22.  | Karolína Plíšková  | 9       | Porsche Tennis Grand Prix, Stoccarda | Terra rossa | QF    | 2–6, 6–1, 7–5       | 1        |
| 23.  | Elina Svitolina    | 5       | Porsche Tennis Grand Prix, Stoccarda | Terra rossa | SF    | 4–6, 7–6(5), 6–2    | 1        |
| 24.  | Aryna Sabalenka    | 7       | Porsche Tennis Grand Prix, Stoccarda | Terra rossa | F     | 3–6, 6–0, 6–3       | 1        |
| 25.  | Barbora Krejčíková | 10      | Western & Southern Open, Cincinnati  | Cemento     | QF    | 6–2, 6–4            | 1        |
| 2022 |                    |         |                                      |             |       |                     |          |
| 26.  | Iga Świątek        | 9       | Adelaide International, Adelaide     | Cemento     | SF    | 6–2, 6–4            | 1        |

## Partite con doppio bagel

### Vinte (2)
| #    | Giocatrice      | Ranking | Evento                     | Superficie | Turno | Punteggio |
| ---- | --------------- | ------- | -------------------------- | ---------- | ----- | --------- |
| 2019 |                 |         |                            |            |       |           |
| 1.   | Caroline Garcia | 45      | Fed Cup, Perth             | Cemento    | F     | 6–0, 6–0  |
| 2021 |                 |         |                            |            |       |           |
| 2.   | Danka Kovinić   | 82      | Australian Open, Melbourne | Cemento    | 1T    | 6–0, 6–0  |

## Rivalità

### Rivalità con Petra Kvitová (5–5)

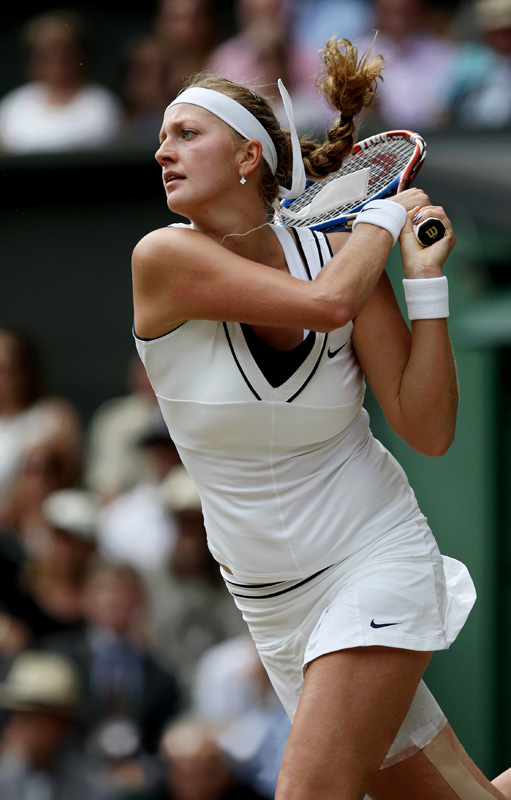
Petra Kvitová nel 2011

Le vittorie sono ripartite come segue.
| #   | Anno | Evento                         | Categoria         | Superficie  | Turno | Vincitrice | Punteggio        |
| --- | ---- | ------------------------------ | ----------------- | ----------- | ----- | ---------- | ---------------- |
| 1.  | 2012 | Open di Francia, Parigi        | Grande Slam       | Terra rossa | 1T    | Kvitová    | 6–1, 6–2         |
| 2.  | 2017 | Birmingham Classic, Birmingham | Premier           | Erba        | F     | Kvitová    | 4–6, 6–3, 6–2    |
| 3.  | 2019 | Sydney International, Sydney   | Premier           | Cemento     | F     | Kvitová    | 1–6, 7–5, 7–6(3) |
| 4.  | 2019 | Australian Open, Melbourne     | Grande Slam       | Cemento     | QF    | Kvitová    | 6–1, 6–4         |
| 5.  | 2019 | Miami Open, Miami Gardens      | Premier Mandatory | Cemento     | QF    | Barty      | 7–6(6), 3–6, 6–2 |
| 6.  | 2019 | China Open, Pechino            | Premier Mandatory | Cemento     | QF    | Barty      | 4–6, 6–4, 6–3    |
| 7.  | 2019 | WTA Finals, Shenzhen           | WTA Finals        | Cemento     | RR    | Barty      | 6–4, 6–2         |
| 8.  | 2020 | Australian Open, Melbourne     | Grande Slam       | Cemento     | QF    | Barty      | 7–6(6), 6–2      |
| 9.  | 2020 | Qatar Total Open, Doha         | Premier 5         | Cemento     | SF    | Kvitová    | 6–4, 2–6, 6–4    |
| 10. | 2021 | Mutua Madrid Open, Madrid      | WTA 1000          | Terra rossa | SF    | Barty      | 6–1, 3–6, 6–3    |

### Rivalità con Aryna Sabalenka (4–4)

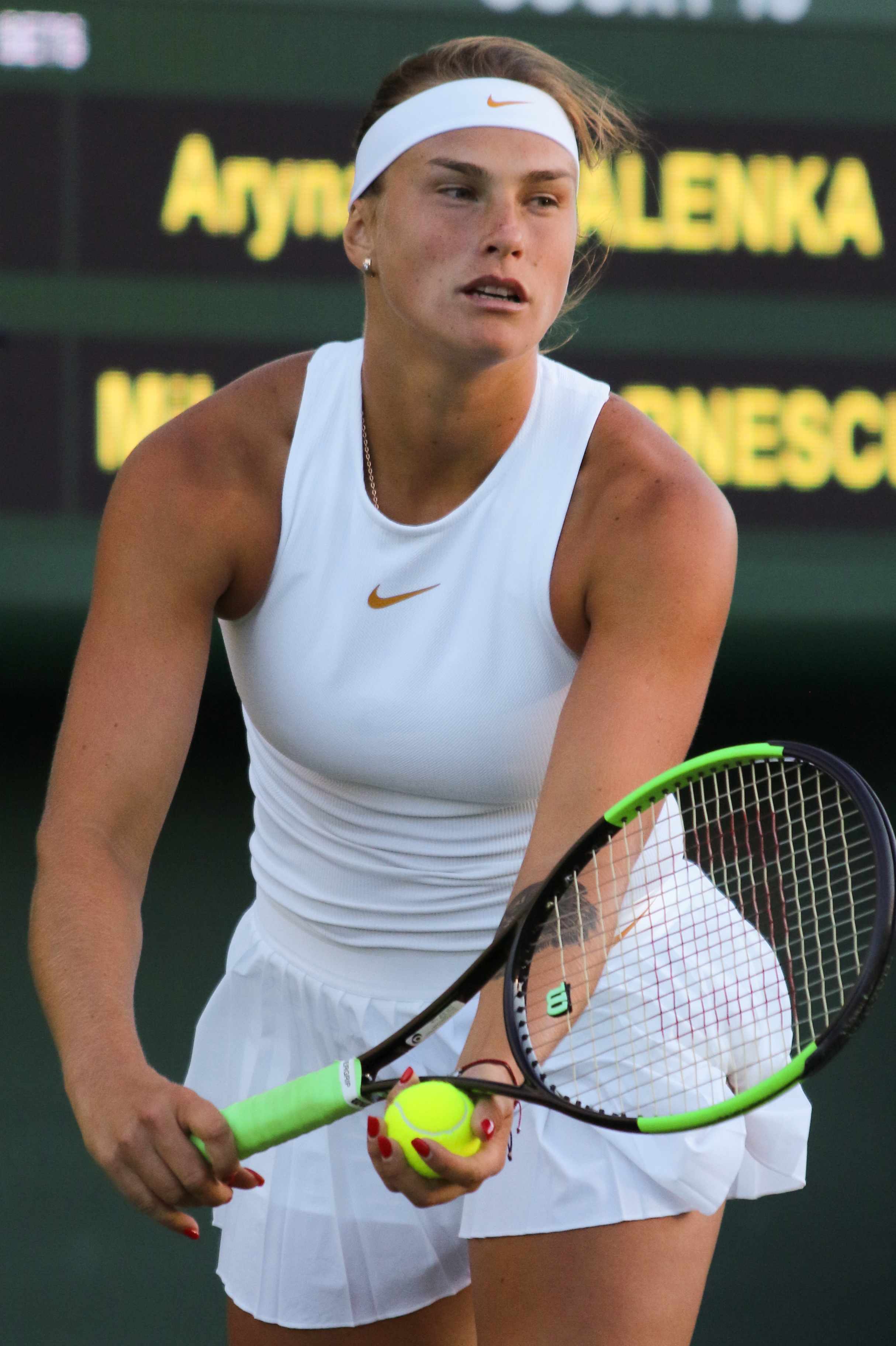
Aryna Sabalenka

Le vittorie sono ripartite come segue.
| #  | Anno | Evento                               | Categoria        | Superficie  | Turno | Vincitrice | Punteggio        |
| -- | ---- | ------------------------------------ | ---------------- | ----------- | ----- | ---------- | ---------------- |
| 1. | 2018 | Australian Open, Melbourne           | Grande Slam      | Cemento     | 1T    | Barty      | 6(2)–7, 6–4, 6–4 |
| 2. | 2018 | Wuhan Open, Wuhan                    | Premier 5        | Cemento     | SF    | Sabalenka  | 7–6(2), 6–4      |
| 3. | 2018 | WTA Elite Trophy, Zhuhai             | WTA Elite Trophy | Cemento     | RR    | Sabalenka  | 6–4, 6–4         |
| 4. | 2019 | Fed Cup, Brisbane                    | Fed Cup          | Cemento     | SF    | Barty      | 6–2, 6–2         |
| 5. | 2019 | Wuhan Open, Wuhan                    | Premier 5        | Cemento     | SF    | Sabalenka  | 7–5, 6–4         |
| 6. | 2021 | Miami Open, Miami Gardens            | WTA 1000         | Cemento     | QF    | Barty      | 6–4, 6(5)–7, 6–3 |
| 7. | 2021 | Porsche Tennis Grand Prix, Stoccarda | WTA 500          | Terra rossa | F     | Barty      | 3–6, 6–0, 6–3    |
| 8. | 2021 | Mutua Madrid Open, Madrid            | WTA 1000         | Terra rossa | F     | Sabalenka  | 6–0, 3–6, 6–4    |

### Rivalità con Elina Svitolina (3–5)

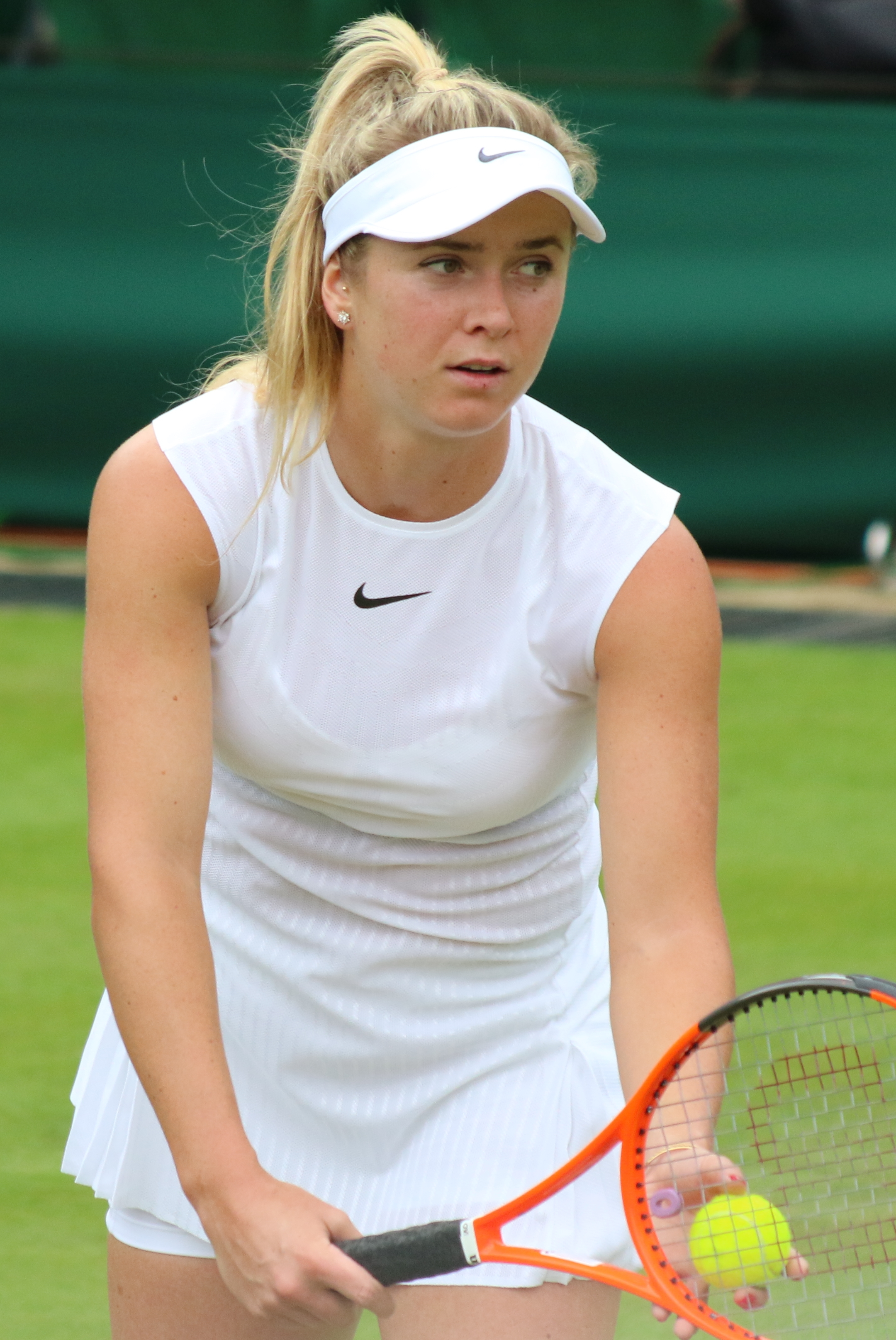
Elina Svitolina nel 2017

Le vittorie sono ripartite come segue.
| #  | Anno | Evento                               | Categoria         | Superficie  | Turno | Vincitrice | Punteggio        |
| -- | ---- | ------------------------------------ | ----------------- | ----------- | ----- | ---------- | ---------------- |
| 1. | 2017 | Fed Cup, Charkiv                     | Fed Cup           | Cemento     | RR    | Svitolina  | 4–6, 6–1, 6–2    |
| 2. | 2017 | Torneo di Wimbledon, Londra          | Grande Slam       | Erba        | 1T    | Svitolina  | 7–5, 7–6(8)      |
| 3. | 2017 | China Open, Pechino                  | Premier Mandatory | Cemento     | 3T    | Svitolina  | 6–4, 6–2         |
| 4. | 2018 | Miami Open, Miami Gardens            | Premier Mandatory | Cemento     | 4T    | Svitolina  | 7–5, 6–4         |
| 5. | 2019 | Indian Wells, Indian Wells           | Premier Mandatory | Cemento     | 4T    | Svitolina  | 7–6(8), 5–7, 6–4 |
| 6. | 2019 | WTA Finals, Shenzhen                 | WTA Finals        | Cemento     | F     | Barty      | 6–4, 6–3         |
| 7. | 2021 | Miami Open, Miami Gardens            | WTA 1000          | Cemento     | SF    | Barty      | 6–3, 6–3         |
| 8. | 2021 | Porsche Tennis Grand Prix, Stoccarda | WTA 500           | Terra rossa | SF    | Barty      | 4–6, 7–6(5), 6–2 |